# Rasa del Barranc (el Riard)
La rasa del Barranc és un afluent del Riard (el qual, ensems, ho és de la Ribera Salada).
Neix a 905 m d'altitud, a 100 m a l'est del Serrat de Sant Serni de Timoneda. 1.500 m més avall, (150 m al SE de la masia de Solanelles), rep per la dreta la rasa de la Font del Martí i desguassa al  Riard per la dreta a 628 m d'altitud, 200 m a l'oest de l'hort de Solanelles i poc després d'haver travessat la carretera que va del Pla de Cirera a Montpol.

## Coordenades d'altres punts significatius del seu curs
- Confluència amb la rasa de la Font del Martí, a Solanelles: 42° 4′ 5.425″ N, 1° 27′ 27.61″ E / 42.06817361°N,1.4576694°E
- Confluència amb el Riard: 42° 3′ 42.49″ N, 1° 27′ 14.88″ E / 42.0618028°N,1.4541333°E